# ¡Dos!
¡Dos! es el décimo álbum de estudio de la banda estadounidense de pop punk Green Day. Es el segundo de la trilogía de álbumes ¡Uno! ¡Dos! y ¡Tré!, que Green Day lanzó bajo el sello Reprise Records entre septiembre y diciembre de 2012.
Fue lanzado el 12 de noviembre de 2012 en el Reino Unido y al día siguiente, en los Estados Unidos.
El tráiler del álbum fue publicado en YouTube el 21 de junio de 2012 por el canal oficial de Green Day, mostrando una canción de una banda formada por Green Day, Foxboro Hot Tubs, "Fuck Time" canción destinada a aparecer en el álbum, y un segundo avance fue publicado el 15 de octubre de 2012, con adelantos de canciones como "Stray Heart", "Stop When The Red Lights Flash" que será su segundo sencillo del álbum y "Fuck Time".
El álbum está descrito como una fiesta, y también como el más Garage Rock de la trilogía, con similitudes con el proyecto alternativo de la banda, The Foxboro Hot Tubs. Su primer sencillo, "Stray Heart", fue publicado el 8 de octubre de 2012. Un fragmento de la canción "Lazy Bones" fue publicado en el juego "Angry Birds Friends" de Facebook.
La lista de canciones fue publicada el 3 de octubre de 2012, conteniendo 13 canciones, a diferencia de su predecesor, ¡Uno!, que tenía 12.

## Grabación y lanzamiento
El 11 de abril de 2012, Billie Joe Armstrong anunció que la banda estaba trabajando en una trilogía de álbumes llamada ¡Uno! ¡Dos! y ¡Tré!, con lanzamientos el 25 de septiembre, 12 de noviembre y el 11 de diciembre de 2012, con el sello de Reprise Records y con la producción de Rob Cavallo y Green Day.
El 2 de agosto, se reveló la portada y avance del álbum, en donde se muestra la canción Fuck Time, a través de las redes sociales Facebook y Youtube en el canal oficial de la banda en esta.
El 18 de agosto, en un show sorpresa en Los Ángeles, la banda, tocó las canciones Fuck Time, Wild One y Stop when the Red Lights Flash, además de otras canciones del disco ¡Uno!.
Dos días después, el 20 de agosto, el cantante filtró a través de su iPhone en la radio 1 de la BBC inglesa las canciones Fuck Time, Lady Cobra, Nightlife, con colaboración lírica de la rapera Lady Cobra, de la banda "Mystics Knights of the Cobra", y extractos de un minuto de las canciones Wild One y Makeout Party.
El 25 de septiembre, en el juego Angry Birds Friends de Facebook, que contiene una sección de niveles de la banda, fue publicado un fragmento de no más de un minuto de la canción Lazy Bones. Lo mismo se hizo con el álbum anterior al publicar la canción Troublemaker en el juego.
El 3 de octubre fue anunciada a través de Greenday.com (página web oficial) el tracklist de ¡Dos!, que será compuesto por 13 canciones, a diferencia de su predecesor, que contaba con 12. Entre las canciones se encuentran Amy, Wild One, Makeout Party, Stray Heart y Fuck Time.

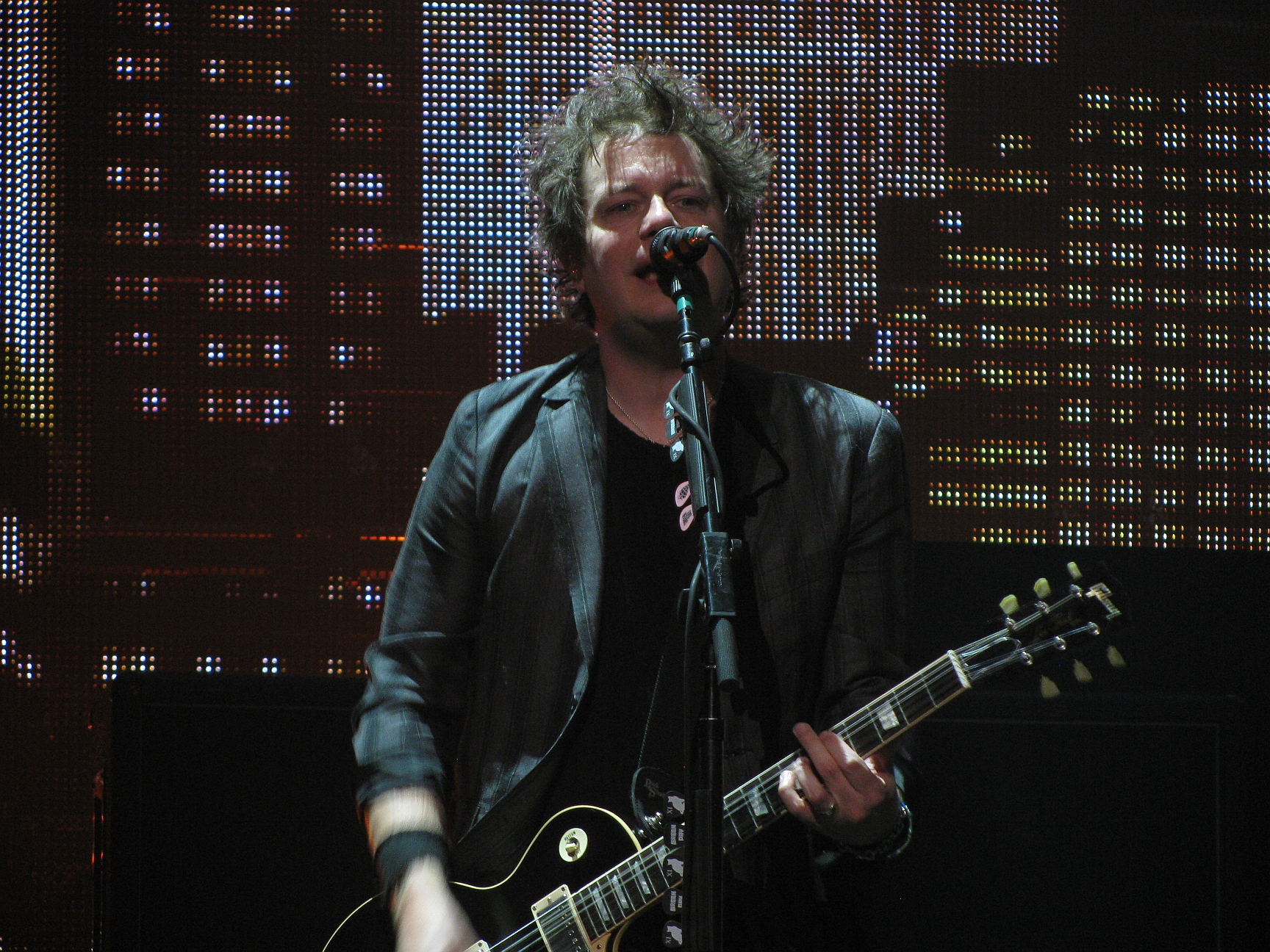
Jason White, Colabora con la banda como guitarrista desde 1999 y se une oficialmente en el 2012 para la grabación de la trilogía.

El 4 de octubre se anunció oficialmente a través de la cadena televisiva Telehit que el primer sencillo de ¡Dos! será Stray Heart e iba a ser lanzado el 8 de octubre. Ese día se estrenó en el Idiot Club y en la radio 1 de la BBC inglesa, el primer sencillo de ¡Dos!, Stray Heart. Al día siguiente se dijo que sería oficialmente lanzado el 23 de octubre. La canción tiene rastros de Garage Rock y de Rock Clásico.
El 15 de octubre se publicó un segundo avance del álbum, en el cual se muestra los avances de Stop When The Red Lights Flash, Fuck Time y Stray Heart, y además imágenes de la banda en concierto.
El 27 de octubre se publicó "Stop When The Red Lights Flash" como parte del soundtrack de "Need For Speed: Most Wanted '12".
El 5 de noviembre se anunció que al día siguiente se estrenaría a nivel mundial el vídeo de Stray Heart a través del canal oficial de la banda en YouTube.
El 6 de noviembre se publicó, al igual que ¡Uno!, el streaming del álbum completo en la página de Rolling Stone. Ese día salió a la venta el vinilo del disco, que contenía un error en la lista de canciones puesto a que originalmente la canción Drama Queen iba a estar en el ¡Dos! y posteriormente fue cambiada por Stray Heart para estar en ¡Tré!. Las primeras versiones del vinilo ya estaban listas con Drama Queen en el disco.
El 12 de noviembre se publicó a la venta ¡Dos! en tiendas como Itunes Store y Amazon en el Reino Unido, y al día siguiente en todo el mundo. El disco debutó número 9 en el Billboard 200, su estreno más bajo desde Nimrod, y además ingresó en el top 10 en más de 15 países, sobre todo de Europa y América.

## Portada

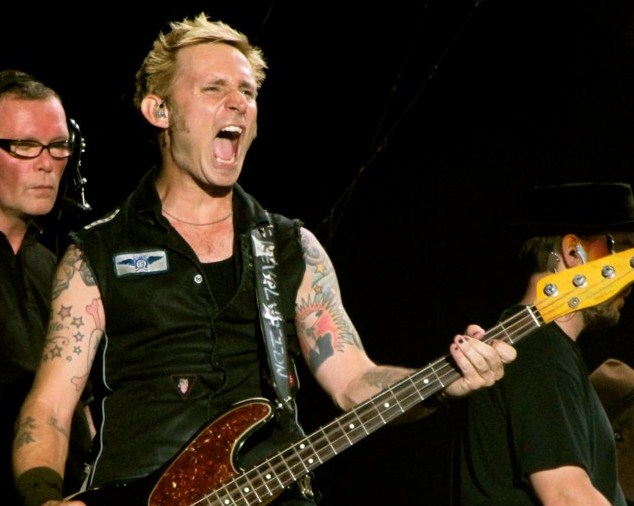
Mike Dirnt, bajista de la banda y rostro del disco

La portada se dio a conocer primero a los miembros del Idiot Club, y después al público en general a través de YouTube. Sigue el mismo estilo de portada del álbum anterior ¡Uno!, pero con diferentes colores: un fondo amarillo y naranja con abundante uso de textura. A modo de título en la parte superior, el nombre de la banda Green Day en turquesa y la palabra ¡Dos! en la esquina inferior izquierda con la misma tipografía del título pero en color blanco.
Aparece además una fotografía en blanco y negro del bajista de la banda, Mike Dirnt, cuyos ojos están censurados o tachados con cruces '✗' rosas.
La portada del primer sencillo, Stray Heart, tiene el mismo estilo que la portada de ¡Dos!, a diferencia de los colores y la imagen de fondo.

## Género musical
En una entrevista el vocalista y líder de la agrupación Billie Joe Armstrong mencionó que, a diferencia de su antecesor que fue orientado hacia el Power Pop, este álbum estaría orientado hacia el género Garage Rock y al "Rock del estúpido", y que demás sería el álbum con mayor letras sobre tensión sexual. Aparte de esto, declararon que el disco tendría un estilo muy similar al de una de sus bandas paralelas: Foxboro Hot Tubs, con su disco Stop Drop And Roll!!! estrenado en 2007.
Además del Garage Rock, se ha confirmado la presencia de un pseudo-Rap en la canción Nightlife, tocada en conjunto con la rapera Lady Cobra y del Rock Alternativo similar a los predecesores American Idiot y 21st Century Breakdown en Lazy bones, Wild One y Amy.

## Recepción crítica
El álbum ha recibido la mayoría de críticas mixtas y positivas, con una primera visión de parte de Entertainment Weekly, destacando a la sorpresa de "Nightlife", y las baladas como "Amy" saltando a "Makeout Party".
La revista Rolling Stone elogió al disco, diciendo: "En ¡Dos! Green Day nos sirve un plato corto pero dulce de trece canciones con un rock duro y rápido. La introducción, See You Tonight, ofrece a Billie Joe Armstrong por sí mismo, cantando sobre rasgueos de guitarra en luz y relojes en poco más de un minuto. Fuck Time patea las cosas a un nivel superior, el embalaje riffs de guitarra retro contundentes sobre los tambores, y desde allí, Green Day nunca mira hacia atrás, metiendo el resto del registro completo de garage-rock rudo (Makeout Party), Pop Punk (Ashley) y ganchos (como el sencillo Stray Heart)." Además dijo: "¡Dos! puede ser más rápido, pero las canciones se te quedarán en la cabeza durante un buen rato."
El portal de música TodoPunk tuvo una crítica más negativa diciendo: "El intento de Green Day por “greendayizar” lo que hicieran con Foxboro Hot Tubs, no parece haberles quedado tan bien como se esperaba, o al menos no es la impresión que nos ha causado." Sin embargo dijo que hay canciones interesantes como Stray Heart, Makeout Party, Lazy Bones, Wild Ones o la sorprendente Amy " Además dijo que la canción Nightlife, en colaboración con Lady Cobra, es probablemente la peor canción de toda la historia de Green Day.
Sin embargo las críticas más negativas las hizo el portal "The Observer" diciendo que: "El álbum "extrañamente plomizo" y estúpido en gran medida", y criticó a la banda por "alejarse cada vez más del tipo de música que manifestó en sus mejores momentos".

## Lírico y melodías
Algunas canciones del disco se dieron a conocer anticipadamente gracias a videos subidos a internet o leaks,  algunos realizados por la propia banda:

### Fuck Time, la estrella deThe Foxboro Hot Tubs
"Fuck Time" fue concebida años atrás, cuando se estaba produciendo la versión teatral de la canción ícono de Green Day, "American Idiot" en Broadway. Acorde a una entrevista con Rolling Stone, Armstrong explicó que los actores se reunían en círculo antes de salir al escenario, juntaban sus manos en el centro y gritaban "One, Two, Three, It´s fucking time!" y de allí derivó el título de la misma. La canción se escribió en el club Don Hill's en Nueva York, y, a pesar de que en un principio no fue pensada como material para un álbum, luego de tocarla repetidas veces la banda se convenció de su importancia.

### Wild One, con recuerdos
Esta canción se "estrenó" en el Echoplex de Los Ángeles, el 8 de agosto de 2012, en el cual se tocaron canciones presentes en ¡Uno!, como "Nuclear Family", "Carpe Diem" y el nuevo sencillo, "Kill the DJ", y se nota que el ritmo de la canción es similar al de Last of the American Girls, de 21st Century Breakdown o de Whatsername, de American Idiot, los dos de Green Day, pero con un estilo más garage rock.
Además, la primera línea: «She, she's my wild one», se asemeja bastante a la canción de Dookie (Tercer álbum de la banda) "She" «She, she screams in silence».

### Amy, una dedicatoria aAmy Winehouse

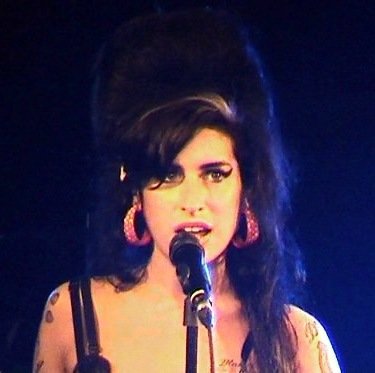
Amy Winehouse, la cantante inspiradora de "Amy"

El 27 de julio de 2012 se confirmó en la revista Rolling Stone que el álbum contendrá una canción titulada "Amy", en honor a la cantante de soul Amy Winehouse, fallecida el 23 de julio de 2011. La canción es acústica y melancólica en su sonido y la letra fue escrita por Billie Joe Armstrong. Se tocó por primera vez en vivo, en el Tiki Bar, el 11 de agosto de 2011.
Al respecto, el cantante dijo:

"Yo no la conocí, sólo pensé que era una trágica pérdida. Es interesante, porque si lo piensas, “¡Dos!” es un disco de fiesta, y ’Amy’ viene al final y es como las consecuencias de la fiesta”. Su muerte fue el año pasado, creo que alrededor de ese tiempo yo solo pensaba que su música y su gusto por la música estaban conectados con el soul antiguo y original de Motown Records, Otis Redding, Sam Cooke y cosas así. Creo que fue una gran pérdida porque fue la conexión con una generación a todo esto y es alguien que debería estar aquí ahora, me sentí muy triste. ¡Oh Dios mío! Esta enorme figura musical que acabamos de perder y ya sabes, eso es horrible”.»

## Promoción
Así como lo hicieron con el disco predecesor y la canción Troublemaker, para ¡Dos! se utilizó al juego de Internet Angry Birds para promocionar el disco, introduciendo la canción Lazy Bones como fondo de uno de sus niveles especiales.
Además extractos de varias canciones del disco fueron publicadas durante un episodio de la serie norteamericana policial CSI: NY. Las canciones de ¡Dos! fueron: Amy, Stop When the Red Lights Flash y Nightlife.

### Sencillos
El primer sencillo de ¡Dos! es Stray Heart, que fue estrenado solamente para el Idiot Club el 8 de octubre. La canción fue estrenada oficialmente al público en general el 23 de octubre de 2012. La canción debutó en el número 68 en el Billboard Japan Hot 100 y alcanzó entrar a la décima posición. La canción cuenta con un video promocional con la participación de algunos fanes, sin contar con la presencia de la banda completamente en el vídeo por el problema de salud de Billie Joe Armstrong.
El video está actualmente en el canal oficial de la banda en YouTube.

## Lista de canciones
La lista de canciones fue oficialmente anunciada el 3 de octubre de 2012 a través de la página oficial de la banda.

Todas las letras escritas por Billie Joe Armstrong, excepto Nightlife, escrita por Billie Joe Armstrong y Monica Painter., toda la música compuesta por Green Day. 
| N.º   | Título                                                       | Duración |  |
| 1.    | «See You Tonight»                                            | 1:06     |  |
| 2.    | «Fuck Time»                                                  | 2:45     |  |
| 3.    | «Stop When The Red Lights Flash»                             | 2:26     |  |
| 4.    | «Lazy Bones»                                                 | 3:34     |  |
| 5.    | «Wild One»                                                   | 4:19     |  |
| 6.    | «Makeout Party»                                              | 3:14     |  |
| 7.    | «Stray Heart» (Drama Queen en primeras ediciones del vinilo) | 3:44     |  |
| 8.    | «Ashley»                                                     | 2:50     |  |
| 9.    | «Baby Eyes»                                                  | 2:22     |  |
| 10.   | «Lady Cobra»                                                 | 2:05     |  |
| 11.   | «Nightlife» (ft. Lady Cobra)                                 | 3:04     |  |
| 12.   | «Wow! That's Loud»                                           | 4:27     |  |
| 13.   | «Amy»                                                        | 3:25     |  |
| 39:21 |                                                              |          |  |

| Edición Limitada Japonesa |                       |          |  |
| N.º                       | Título                | Duración |  |
| 13.                       | «Coming Clean» (live) | 1:34     |  |
| 40:55                     |                       |          |  |

## Posicionamiento en listas
| País              | Listas                      | Mejor posición |
| 2012              | 2012                        | 2012           |
| ----------------- | --------------------------- | -------------- |
| Alemania          | Media Control Charts        | 4              |
| Austria           | Ö3 Austria Top 40           | 3              |
| Australia         | Australian Album Chart      | 10             |
| Bélgica (Flandes) | Ultratop 50                 | 24             |
| Bélgica (Valonia) | Ultratop 50                 | 49             |
| Corea del Sur     | Gaon Albums Chart           | 2              |
| Escocia           | Scottish Albums Chart       | 8              |
| España            | Lista de España             | 16             |
| Estados Unidos    | Billboard 200               | 9              |
| Estados Unidos    | Rock Albums                 | 3              |
| Estados Unidos    | Alternative Albums          | 3              |
| Finlandia         | The Official Finnish Charts | 18             |
| Hungría           | Hungarian Albums Chart      | 3              |
| Irlanda           | Irish Albums Chart          | 11             |
| Italia            | Italian Albums Chart        | 4              |
| Japón             | Japan Albums Chart          | 8              |
| Nueva Zelanda     | New Zealand Albums Chart    | 5              |
| Reino Unido       | UK Albums Chart             | 10             |
| Reino Unido       | UK Rock Chart               | 1              |
| Suecia            | Swiss Albums Chart          | 8              |
| Suiza             | Swedish Albums Chart        | 3              |

## Historial de lanzamiento
| País           | Fecha                   | Formato              |
| -------------- | ----------------------- | -------------------- |
| Australia      | 9 de noviembre de 2012  | CD, descarga digital |
| Reino Unido    | 12 de noviembre de 2012 | CD, descarga digital |
| Estados Unidos | 13 de noviembre de 2012 | CD, descarga digital |

## Créditos
| Banda - Billie Joe Armstrong – voz, guitarra - Mike Dirnt – bajo eléctrico, armonías vocales - Tré Cool – batería, percusión - Jason White - guitarra solista Músicos adicionales - Lady Cobra - Voz (En Nightlife) - Tom Kitt – arreglos de cuerdas | Producción - Rob Cavallo; Green Day - producción |